# Білощокий жайворонок
Білощокий жайворонок (Chersomanes) — рід горобцеподібних птахів родини жайворонкових (Alaudidae). Представники цього роду мешкають в Східній і Південній Африці.

## Види
Виділяють два види:
- Жайворонок танзанійський (Chersomanes beesleyi)[7]
- Жайворонок білощокий (Chersomanes albofasciata)

## Етимологія
Наукова назва роду Chersomanes походить від сполучення слів дав.-гр. χερσος — безплідна земля і μανης — пристрастно любити.